# Алексі Беф
Алексі́ Беф (фр. Alexis Bœuf, 4 березня 1986) — французький біатлоніст, чотириразовий призер чемпіонатів світу з біатлону в естафетах. Чемпіон світу серед юніорів у естафеті. Учасник Олімпійських ігор 2014 року. В кінці 2014 року оголосив про завершення спортивної кар'єри.

## Виступи на Олімпійських іграх
| Рік  | Місце проведення | Інд | Спр | Пр | МС | Ест | ЗЕ |
| 2014 | Сочі             | 82  |     |    |    | 8   |    |

## Виступи на чемпіонатах світу
| Рік  | Місце проведення     | Інд | Спр | Пр | МС | Ест | ЗМ |
| 2011 | Ханти-Мансійськ      | DNF | 70  |    |    | 12  | 3  |
| 2012 | Рупольдінг           | 52  | 9   | 18 | 15 | 2   |    |
| 2013 | Нове Место-на-Мораві | 27  | 6   | 8  | 28 | 2   | 2  |

## Кар'єра в Кубку світу
- Дебют в кубку світу — 27 лютого 2008 року в спринті в Пхьончхані — 38 місце.
- Перша перемога — 6 лютого 2011 року в гонці переслідування в Преск-Айлі.
- Перший особистий подіум — 20 січня 2010 року в індивідуальній гонці в Антхольці — 3 місце.
- Перше попадання в залікову зону — 29 лютого 2008 року в гонці переслідування в Пхьончхані — 16 місце.
- Перше попадання на розширений подіум — 13 березня 2010 року в спринті в Контіолахті — 6 місце.

## Загальний залік в Кубку світу
- 2007—2008 — 76-е місце (15 очок)
- 2008—2009 — 82-е місце (28 очок)
- 2009—2010 — 53-е місце (107 очок)
- 2010—2011 — 18-е місце (423 очки)
- 2011—2012 — 23-е місце (415 очок)
- 2012—2013 — 17-е місце (493 очки)
- 2013—2014 — 40-е місце (186 очок)

## Статистика
У таблиці наведено статистику виступів біатлоніста в Кубку світу.
- Місця 1–3: кількість подіумів
- Чільна 10: кількість фінішів у першій десятці
- В очках: кількість виступів, на яких біатлоніст здобував очки
- Старти: кількість стартів
- Естафета: включно зі змішаною

| Місця                              | Індивід. | Спринт | Персьют | Мас-старт | Естафета | Разом |
| ---------------------------------- | -------- | ------ | ------- | --------- | -------- | ----- |
| 1                                  |          |        | 1       |           | 3        | 4     |
| 2                                  |          | 1      |         |           | 5        | 6     |
| 3                                  | 1        | 1      |         |           | 4        | 6     |
| Чільна 10                          | 2        | 10     | 5       | 3         | 19       | 39    |
| В очках                            | 6        | 22     | 19      | 12        | 21       | 80    |
| Стартів                            | 12       | 44     | 22      | 13        | 21       | 112   |
| Станом на: кінець сезону 2012/2013 |          |        |         |           |          |       |